# Monasterio de San José de las Carmelitas descalzas (Córdoba, Argentina)

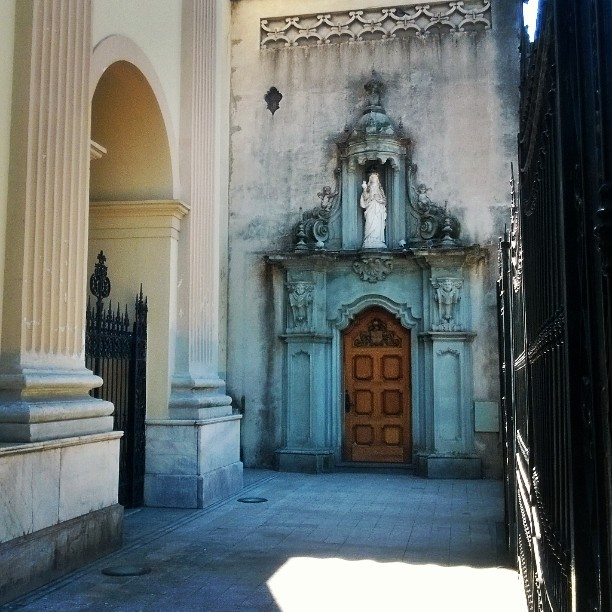
Monasterio de San José (Córdoba)

Es un convento de monjas de clausura situado en pleno centro de la ciudad de Córdoba (Argentina). El conjunto arquitectónico se lo conoce como el “Convento de las Teresas”. El convento fue fundado en 1628 por quien era el propietario del edificio, el español Juan de Tejeda Mirabal. Ofrendó su residencia familiar para la creación del Monasterio San José de las Carmelitas Descalzas fundando además el templo de Santa Teresa de Jesús. 
Fue declarado Monumento Histórico Nacional en 1941. 

## Historia
Durante el invierno del año 1622 la hija menor del matrimonio conformado por Juan de Tejeda y Ana Maria Guzmán, de nombre María Magdalena por aquél entonces de 12 años comenzó a desmejorar en su salud. Al pasar los días, viendo que la niña no mejoraba, Juan pidió a Santa Teresa de Jesús que obre un milagro en la joven a cambio de que, a la edad correspondiente, su hija se haría monja de clausura de la Orden fundada por Santa Teresa, las Carmelitas descalzas. Para ello, haría construir un monasterio en honor a la santa. 
El relato del origen del convento fue realizado por el hermano de María Magdalena, Luis José de Tejeda y Guzmán, considerado además el primer poeta argentino. En su obra "Peregrino de Babilonia", el escritor cuenta: "Esperaban a cada instante que se rindiese su alma", decía, aunque la niña se salvó. Según el texto la asistencia de las personas a la inauguración fue muy concurrida. El domingo 7 de mayo de 1628 fue inaugurado el monasterio aunque la construcción no estaba finalizada, el oficial carpintero Gonzalo Carvallo había avanzado en la colocación de las rejas del recinto, pero este falleció murió antes de culminar el trabajo. Juan y Ana María destinaron su propia casa para edificar el monasterio. Luego, al quedar viuda, Ana Maria se convirtió en la primera monja del predio. Sus hijas, entre las que se encontraba María Magdalena, siguieron a su madre e ingresaron como monjas.

## Arquitectura
El Monasterio de las Carmelitas y la Iglesia Santa Teresa están ubicados a media cuadra de la Plaza San Martín, de la Ciudad de Córdoba. El monasterio cuenta con siete patios, una vieja ermita, claustros, un cementerio y un reloj de arena.
La construcción del templo fue terminada entre 1753 y 1758, a más de cien años de su fundación. La fachada de la obra es un claro ejemplo de la arquitectura colonial cordobesa. En el acceso, entre otros detalles, se luce una contrapuerta ornamentada con un colorido vitral.
La singular espadaña del templo y el portal del monasterio (que fue el ingreso a la residencia de los Tejeda) representan un tesoro arquitectónico barroco americano del siglo XVII. La iglesia tiene paredes de cal y canto y una sola nave cubierta con una bóveda de cañón corrido con lunetos ubicados sin ritmo fijo, todos profusamente decorados. Tanto el monasterio como la iglesia sufrieron modificaciones a lo largo de su existencia, adaptándose a las necesidades que se fueron planteando con el paso del tiempo. No se conoce con precisión quién o quiénes fueron los autores de este conjunto edilicio.

## Atractivos
Hoy en día, este portal es el ingreso al Museo de Arte Religioso Juan de Tejeda que resguarda tres importantes colecciones: la de arte de la Iglesia Catedral, la colección del Monasterio San José y la colección formada a partir de donaciones particulares. Allí se destacan ornamentos litúrgicos, piezas devocionales y las obras de artistas que han donado obras que proponen un rico diálogo entre el pasado y el presente. Entre las piezas se destaca un antiguo tenebrario, que es un candelabro de quince velas que se van apagando progresivamente durante el "Oficio de tinieblas", en Semana Santa. También, sobresalen un altar portátil, una impresionante colección de fanales y la Cruz Relicario, que resguarda la firma de San Ignacio de Loyola.

### Tesoros del museo
- El Tenebrario, una talla monumental para los oficios de Semana Santa.
- El Señor de la Paciencia, pieza única que proviene del antiguo Monasterio de Las Catalinas.
- El Altar Portátil con talla policromada contenido en una caja que refleja la inocencia de la pintura americana.

## Actualidad
Hoy en día, el "Convento de las Teresas", como se lo suele denominar, es centro de una nueva transformación. Gran parte de este proceso de cambio tiene que ver con la ex Priora del monasterio Teresa Riego, quien durante 30 años integró el grupo de "monjas contemplativas", como prefieren ser llamadas en la actualidad. 
Con ese espíritu, una de las modificaciones llevadas adelante en el establecimiento fue la de quitar las rejas frontales, que separaban a las monjas contemplativas de la gente. Se trata de una medida reciente, en contraposición al aislamiento vigente durante más de 350 años, entre la instalación original del carpintero Carvallo y finales de la década de los '80.
Además, el monasterio es el primero de Córdoba en contar con Internet y correo electrónico. Otros hitos modernos incluyen la posibilidad de que los medios de comunicación accedan al predio y que las hermanas puedan permanecer dentro o fuera del convento.